# 双硫磷
雙硫磷（英語：Temefos），化學式為C16H20O6P2S3，為低毒農藥品種，有機磷殺蟲劑，防治孑孓、搖蚊、蛾和毛蠓科幼蟲；也能防治人體上的蝨子，狗和貓身上的跳蝨；也可用來防治地老虎、柑橘上的薊馬和牧草上的盲蝽科害蟲。殺蟲作用廣譜，作用方式以觸殺作用為主，無內吸性。

## 使用方法
- 用於公共衛生，防治孑孓，搖蚊等。使用濃度為50–100 毫克/升，防治狗，貓身上的跳蝨，使用濃度為100 毫克/升。
- 防治地老虎，柑橘上的薊馬和牧草上的盲蝽屬害蟲，每畝用5%顆粒劑1-1.5千克。

## 注意事項
雙硫磷使用時避免接觸蜜蜂。